# فيغونيتشي (برجانسك)
فيغونيتشي (بالروسية: Выгоничи) هي مدينة في مقاطعة بريانسك أوبلاست في روسيا.